# Сліпчук Петро Олексійович
Петро́ Олексі́йович Сліпчу́к (*6 (19) січня 1914 — †1979) — український письменник-сатирик, байкар і журналіст родом із Житомирщини.

## Біографія
Народився 6 (19) січня 1914 року в с. Мінини (зараз Радомишльського району). Член редакції журналу «Україна».

## Творчість
Збірки гумору та сатири:
- «Байки» (1944),
- «Колоски та будяки» (1957),
- «Мальований стовп» (1964),
- «Юшка з перцем» (1967),
- «Вінок байок» (1973) та ін.